# Makušino
Makušino (in russo Макушино?) è una città della Russia, situata nell'oblast' di Kurgan nella Siberia sudoccidentale. È il capoluogo del rajon Makušinskij.